# Папський фанон

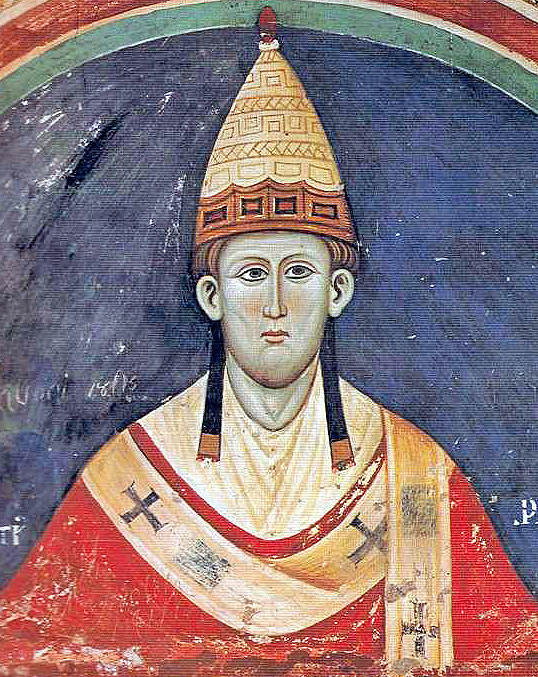
Іннокентій III з фаноном на плечах (фреска, бл. 1219)

Фанон — частина літургійного одягу Папи Римського. Кругла шовкова накидка на плечі, прикрашена вузькими золотими і червоними стрічками, що носяться під час урочистої меси. Спереду вишивається хрест, звичайно — золотий. Фанон надягають поверх папського облачення, що складається з амікта, альби, пояса, субчінкторіума, наперсного хреста, столи, туніки, далматики, казули, паллія і власне фанона. Другий Ватиканський собор скасував обов'язкове вживання фанона.